# Hotan (Fluss)
Der Hotan (uigurisch خوتەن دەرياسى, Hoten Däryasi, chinesisch 和田河, Pinyin Hétián Hé – „Fluss Hotan“) ist ein Fluss im Uigurischen Autonomen Gebiet Xinjiang in Nordwest-China.
Der Hotan entsteht in der Wüste Taklamakan am Zusammenfluss seiner beiden Quellflüsse Karakax und Yurungkax, etwa 150 km nördlich der Stadt Hotan. Er fließt in nördlicher Richtung durch das Tarimbecken. Sein Wasser wird für die Bewässerung genutzt. Nur bei starker Wasserführung, während der Schneeschmelze in den Sommermonaten Juli und August, erreicht der Fluss nach etwa 300 km den Tarim. In trockenen Jahren passiert es, dass der Hotan den Tarim überhaupt nicht erreicht, sondern vorher versickert. Der Hotan entwässert ein Areal von 43.600 km², welches sich im Süden über das westliche Kunlun-Gebirge erstreckt.